# Aurora Mateos
Aurora Mateos Rodríguez (Málaga, 1974) es una dramaturga y abogada internacionalista con dos doctorados de reputadas universidades. Es abogada ejerciente desde 2001 aunque la mayoría de su carrera la ha desarrollado como jurista internacional, siendo asesora legal de diversas organizaciones internacionales. 
Está considerada una de las voces dramáticas femeninas españolas en diversos estudios internacionales de teatro español contemporáneo, como el de la revista ESTRENO de Estados Unidos (“voces emergentes en teatro español”)  o la de la Universidad Autónoma de México (“Los andaluces, esos raros”).
Ha publicado más de una decena de obras, que son continuamente estrenadas dentro y fuera de España y han sido traducidas al inglés, francés, griego, húngaro, ruso e italiano. También ha publicado un libro de poesía (“El perfume de Babel”) y en 2023 publicó su primera novela "Los seis círculos de San Petersburgo" por la editorial Penguin Random House, catalogada en Amazon con la etiqueta de "éxitos".
En 2007 ganó el premio Martín Recuerda por su obra El suicidio del ángel y ha sido finalista en los premios más importantes de teatro en España.

"Auroram obscurissima praecedet hora": la hora más oscura de la noche llega justo antes de la aurora.

## Biografía
Aurora Mateos nace en el año 1974 en Colmenar, un municipio perteneciente a la provincia de Málaga, y es allí donde pasará su infancia. Escritora precoz, apenas había aprendido a leer y escribir cuando comienza su andadura literaria.Es hija de Juan Alfonso, un conocido empresario de autocares, de la familia más antigua de Málaga en el sector de transporte de viajeros por carretera, y Josefa, hija de un obrero que llegó a ser terrateniente. Aurora tiene dos hermanos dedicados al negocio familiar. Tiene un hijo llamado Marco (2020), que sufre la enfermedad de Menkes.

## Formación
Cursó el bachillerato en Los hermanos Maristas de Málaga. Es licenciada en Derecho por la Universidad de Málaga desde el año 1997 y especializada en Derecho Internacional del Medio Ambiente y derecho del mar, en varias universidades como la Universidad Autónoma de Madrid, la Universidad de Virginia en Estados Unidos, la Universidad de la Sorbona en París, la Universidad Complutense de Madrid, la Universidad Menéndez Pelayo, la Universidad de Economía y Finanzas de San Petersburgo (Rusia) y la Academia de Derecho Internacional de La Haya. Compaginó su formación jurídica con la dramatúrgica con grandes maestros de la escena contemporánea como Ignacio del Moral, Ernesto Caballero, Santiago Martín Bermúdez, Fermín Cabal, Antonio Onetti, Raúl Hernández, Peter Coy, Robert McKee o Alan Ayckbourn. Aurora es políglota, habla con fluidez inglés, francés, italiano, portugués y ruso.

## Carrera profesional
Es abogada en ejercicio desde 2001, aunque empezó como editora de dos revistas de difusión local. Más tarde, compaginaría la abogacía con la enseñanza en el área de ciencia política de la Universidad de Málaga antes de mudarse a París en 2004, año en que empieza su carrera internacionalista en la UNESCO. Trabajó como el único asesor jurídico de la Comisión Oceanográfica Internacional de la UNESCO por casi una década. Se mudó a Londres para proseguir su carrera internacionalista, y trabajar para el “Seafarers´Rights International” de la Federación de Transporte Internacional. Después se convierte en decana de la Universidad privada Marbella International University Center (MIUC) por tres años antes de trasladarse a Roma para trabajar para la FAO. Tiene varias publicaciones y artículos sobre derecho internacional en editoriales de referencia como publicaciones UNESCO, FAO, la Universidad de Cambridge y la Asociación Americana de Derecho Internacional.
Es miembro de la Asociación de autores de Teatro en España y de la Dramatist Guild of America y colabora desde hace varios años con el Hamner Theatre en Estados Unidos, con el Teatro Cánovas de Málaga, Teatro Echegaray y con la compañía de la misma ciudad «Mu Teatro», dirigida por la surcoreana Eun Kang.

## Obra dramática

### Estilo
Aurora Mateos es una de las referencias actuales del teatro español. Su dramaturgia se caracteriza por una profunda reflexión que se expresa por diversos medios espectaculares, desde un pronunciado lirismo a una apabullante desnudez. Le interesa el teatro político dominado por el amor pasional. Sus historias, con un formato muy influido por el cine y la televisión, pretenden conmover al espectador de forma sencilla e inteligible. Afirma que le interesan los clásicos de la literatura española como son Lope de Vega, Zorrilla y Lorca pero también los grandes autores del teatro universal como Bertolt Brecht, Tennessee Williams, Antón Chéjov y Arthur Miller entre otros. En su obra podemos observar el compromiso que la autora tiene con la sociedad actual pues trata temas de vanguardia política como son los nacionalismos, la problemática de Oriente Medio, el medio ambiente o la esclavitud, temas históricos pero también habla sobre temas de amor imposible. Es el caso de El suicidio del ángel, pieza en la cual estuvo trabajando durante varios años investigando y donde la propia autora afirma que ha creado su particular Romeo y Julieta para hablar de las enfermedades de la sociedad actual.  Es una escritora metódica. En esta autora es común un proceso de creación de varios años, en las que investiga, y somete a sus obras a intensos talleres de producción para perfeccionarlas.  Su primera publicación fue un libro de poesía titulado El perfume de Babel, resultado de sus años de coordinadora de la sección literaria del Círculo de Bellas Artes de Málaga, donde organizaba talleres poéticos. Su teatro social se exhibe como paradigma de teatro didáctico, o un alegato sobre la vulnerabilidad de todos, un llamamiento a la empatía. Se mueve tanto en el drama como en la comedia y utiliza un lenguaje muy poético pero a la vez muy directo para mover el interior del espectador. Además no solo escribe en castellano sino que también lo hace en inglés y francés ya que domina varios idiomas. 

### Estudios
La autora ha sido objeto de numerosos estudios por académicos a nivel mundial como prueban, entre otros, los escritos de los catedráticos Styl Rodarelys (Universidad de Atenas), Candyce Leonard (Wake Forest University, EE. UU.), Manuel Fox (Universidad de Trieste, Italia), John P. Gabriele (The College of Wooster, EE. UU.), Ángela Martín University of Southern Indiana. 

### Obras
- Patria (2014). Publicado y estrenado (Málaga, Madrid)[10]
- El Plan Ruso (2014). Lectura dramatizada.Madrid
- Madre mía (2014). Lectura dramatizada.Madrid
- El mejor de los nuestros (2024).
- La flor de Saramago (2013). Inédito
- Madre mía
- Art. 153 (2011). Estrenado.Grecia
- Et in hora  (2011). Lectura dramatizada.(Madrid, Málaga, Córdoba), estrenado Grecia
- Amato Raffaello. Rafael y la Fornarina (2010). Estrenado.Estados Unidos y publicado en español (ed. Baile del Sol) e italiano.
- La eternidad y otras mentiras (2009). Publicado. EstrenadoGrecia
- Suicidio de un ángel  (2008). Publicado. EstrenadoEstados Unidos, España
- Niño mundo (2006). Publicado.
- Algunas notas sobre la anormalidad (2006). Publicado.
- Memoria de un mundo perdido (2006).Lectura dramatizada.Madrid
- Agua (2005) . Publicado.
- El amigo de media noche (2005). Publicado. Estrenado.Barcelona, Málaga, Argentina
- Los Gatitos del Palacio de Invierno (estrenado) (Málaga)
- "El consultor". Publicado.
- "El votante". Publicado.[11]
- A gentleman`s agreement (2005). Inédito.
- "Lais de Corinto" (2022). Inédito

## Novela
En 2023 la autora publica su primera novela, "Los seis círculos de San Petersburgo", un thriller político publicado por la editorial Penguin Random House. Es intrigante thriller político ambientado en la Rusia contemporánea que indaga en las razones que explican la realidad actual del país. La novela actualiza para el siglo XXI la ficción de espías de la Guerra Fría, con una astuta trama que conjuga una bella historia de amor y una excitante intriga cuyo eje central es la ciudad de San Petersburgo. Mediante una narración soberbia y una documentación rigurosa, este potente thriller es también una recreación perfecta del clima político ruso, particularmente del conflicto con Ucrania, de los últimos años. Los críticos comentan "hay que despedirse celebrando que una escritora española haya podido construir un mundo tan detallado, tan bello y ominoso como éste que transcurre en la ciudad de Pedro el Grande, encaramado éste frente a las aguas como jinete de bronce (...) Porque eso es esta novela, un mundo construido por la sabiduría" 

## Recepción
Su obra más representada y con más repercusión ha sido la premiada El suicidio del ángel, estrenada en 2007 en el  Hanmer Theatre de EE. UU., con quienes suele colaborar, y posteriormente en España en el año 2012 por la compañía teatral malagueña Mu Teatro, dirigida por la coreana Eun Kang, que combina la tradición teatral europea y el colorismo de la cultura oriental, realizando un teatro que se adapta a la perfección a los textos de Aurora.
Otra obra montada en Estados Unidos es “La Fornarina de Rafael”, dedicada a Barry O´Keefe, que fue un segundo padre para la autora. También cabe mencionar El amigo de medianoche, que ha sido llevada al teatro con éxito, estrenada por la compañía Pendientesdeunhilo de Barcelona en 2009, también producida por TeatRefugio (2014) en Málaga, y Ópera Prima (2014) en Buenos Aires y Oso Rojo producciones (2015]]) también en Buenos Aires. La mayoría de sus obras cortas se han estrenado en Grecia. Además se han realizado multitud de lecturas dramatizadas de sus piezas y encuentros internacionales. Es el caso de “Et in hora” realizada por las actrices españolas Isabel Ordaz y Kiti Manver y la obra “Madre mía”, interpretada por la comentarista del corazón Mila Ximénez dirigida por Juan Carlos Rubio.

## Premios
Ha sido finalista de multitud de certámenes dramatúrgicos, y obtuvo en el 2007 el premio Martín Recuerda por su obra El suicidio del ángel.

## Beneficencia
A raíz del nacimiento de su hijo Marco en 2020, Aurora funda "Menkes International" una organización para luchar contra la enfermedad de Menkes, con notorios resultados pues ha puesto en marcha a través de varios hospitales pediátricos, junto al hospital Sant Joan de Deu, un tratamiento experimental para la enfermedad de Menkes para su propio hijo y posteriormente otros niños que han recibido la autorización de la Agencia Española del Medicamento o la Agencia de su país. 